# Walter von Esebeck
Walter Asmus Karl Friedrich Eberhard Freiherr von Esebeck (* 17. Juli 1853 in Berlin; † 20. August 1914 in Koblenz) war ein preußischer Generalmajor und Oberstallmeister des letzten deutschen Kaisers, Wilhelm II.

## Leben

### Herkunft
Esebeck war Sohn des preußischen Majors Karl Freiherr von Esebeck (1821–1866) und dessen Ehefrau Klara, geborene von Rothkirch und Panthen (1828–1903). Eine Schwester Frieda heiratete den Generaloberst Gustav von Kessel, die andere Schwester Elisabeth den preußischen Kammerherrn Arthur Graf zu Eulenburg.

### Karriere
Esebeck besuchte das Kadettenkorps und avancierte am 16. Oktober 1873 zum Sekondeleutnant im 3. Garde-Ulanen-Regiment der Preußischen Armee. Er diente vom 1. Mai 1879 bis zum 20. Mai 1880 als Regimentsadjutant. 1894 erreichte er den Rang eines Rittmeisters und die Position eines Eskadronchefs in seinem Regiment. Er wurde am 19. Februar 1894 zum Ehrenritter des Johanniterorden geschlagen. Am 17. April 1897 wechselte er zu der Eskadron Garde-Jäger zu Pferde, welche 1895 errichtet wurde.
Am 18. Oktober 1901 nahm Esebeck seinen Abschied mit der gesetzlichen Pension und der Erlaubnis zum Tragen seiner Uniform. Er trat daraufhin in den Hofdienst und wirkte als Vize-Oberstallmeister unter Oberstallmeister von Wedel sowie seit 1905 als Adlatus des Oberstallmeisters Hugo von Reischach. Esebeck stand à la suite der Armee, erhielt am 16. Juni 1910 den Charakter als Oberst und wurde am 1. Januar 1914 durch Kaiser Wilhelm II. zum Oberstallmeister ernannt. Damit gehörte er zu den obersten Chargen des Hofstaates.
Nach Ausbruch des Ersten Weltkrieges verlegte das Große Hauptquartier nach Koblenz. Dort erschoss sich Esebeck, der zwischenzeitlich den Charakter als Generalmajor à la suite der Armee erhalten hatte, schon wenige Tage später aufgrund eines Nervenzusammenbruchs. Damalige Zeitungsberichte gaben seinen Tod durch einen Schlaganfall an. An der Trauerfeier nahm auch Wilhelm II. teil.

### Familie
Esebeck heiratete am 24. April 1882 in Wiesbaden Elisabeth Luise Mathilde Gräfin von Blumenthal (1855–1893), Tochter des Gutsherrn Hauptmann a. D. Georg Adam Werner Graf von Blumenthal (1815–1883). Nach ihrem Tod heiratet er am 23. Oktober 1902 in Echzell Margarete von Harnier. Aus der ersten Ehe gingen Elisabeth (* 1883), Hans-Karl (1892–1955) sowie Erna (* 1893) und aus der zweiten Ehe Anna (* 1911) und Hans-Elimar (* 1913) hervor.